# بوتويان
بوتويان (بالإنجليزية: Potoyan)‏ روح شريرة من أرواح القبيلة في أساطير استراليا يمكن أن تطرد بسرعة في حالة إشعال النيران لأنها تخاف منها جدا.